# Magdalena Ritter
Magdalena Ritter (* 18. Februar 1957 in Salzkotten) ist eine deutsche Schauspielerin.

## Leben
Sie studierte zunächst an der Doris-Reichmann-Schule in Hannover Gymnastik. 1976 begann sie ein Studium an der Hochschule für Musik und Theater Hannover. Während des Studiums spielte sie an den Münchner Kammerspielen und am Staatstheater Hannover. 1980 absolvierte sie das Diplom für darstellende Kunst in Hannover. Es folgten Engagements im Stadttheater Heidelberg und Staatstheater Krefeld.
Von 1982 bis 1990 spielte sie am Deutschen Schauspielhaus in Hamburg u. a. mit Hannelore Hoger. 1984 wurde sie als Schauspielerin des Jahres für ihre Rolle der Puzzi in Edward Albees Wer hat Angst vor Virginia Woolf? von Theater heute ausgezeichnet.
1985 war sie Gasthörerin im Alfred-Adler-Institut in Zürich für Psychologie. Erstmals führte sie selbst Regie bei einer freien Tanztheatergruppe in Hamburg. Magdalena Ritter beschäftigte sich auch intensiv mit Fotografie. Sie erhielt ein Engagement am Schillertheater in Berlin.
Es folgten Spielfilme und Fernsehproduktionen in München und Frankreich. Mehrere Jahre war sie freiberuflich im Theater, Film und Fernsehen tätig und spielte in TV- und Spielfilmen in Hauptrollen mit. Zu ihren Partnern zählten Barbara Nüsse, Peter Roggisch, Peter Gavajda, Hans Peter Korff, Harald Juhnke, Heiner Lauterbach und Rainer Hunold.
In Folge 1 der zweiten Staffel von Im Namen des Gesetzes ist Ritter in der Rolle als Staatsanwältin Dr. Karin Kerstin zu sehen. Hierfür wurde sie anstelle von Britta Schmeling in den Vorspann hineingeschnitten, was einmalig in der Geschichte der Serie war.
Magdalena Ritter hielt sich bei Filmarbeiten in Schweden, Spanien, Rumänien, den Niederlanden und Italien auf und war längere Zeit in den USA (Virginia, Boston, New York). Sie lebt seit 1990 in Berlin. Neben Rundfunk- und Synchronarbeiten ist sie auch für Kostümbild und Lichttechnik im Hoftheater Berlin sowie für Konzertveranstaltungen und Pressearbeit im Berliner Globetheater am Potsdamer Platz tätig.
2001 schrieb und produzierte sie das Stück Im Flammenwalzer, ein Orient-Musiktanztheater.

## Filmografie
1988: Die Männer vom K3 (Fernsehserie) – Episode Spiel über zwei Banden
1994: Ein Fall für zwei (Fernsehserie) – Episode Tödlicher Gewinn